# تشارلي هارجريفز
تشارلي هارجريفز (بالإنجليزية: Charlie Hargreaves)‏ هو لاعب كرة قاعدة أمريكي، ولد في 14 ديسمبر 1896 في ترنتون في الولايات المتحدة، وتوفي في 9 مايو 1979 في نبتون ‏ في الولايات المتحدة.

## وصلات خارجية
- تشارلي هارجريفز على موقعبيزبول رفرنس.كوم (الدوري الرئيسي) (الإنجليزية)
- تشارلي هارجريفز على موقعبيزبول رفرنس.كوم (الدوري الثانوي) (الإنجليزية)